# クリスティーナ・ガルメンディア
クリスティーナ・ガルメンディア・イ・メンディサバル（バスク語: Cristina Garmendia y Mendizábal、1962年2月21日 - ）は、スペイン・サン・セバスティアン出身の生物学者・実業家。マドリード自治大学で生物学の博士号(PhD)を取得している。2008年4月から2011年12月まで、スペイン社会労働党(PSOE)のサパテロ内閣で科学・イノベーション大臣を務めた（民間人閣僚）。

## 経歴

### 青年期
1962年、バスク地方のギプスコア県サン・セバスティアンに生まれた。セビリア大学で遺伝学を専攻し、生物学の学士号を取得した。1980年代にはマドリードに移住し、マドリード自治大学ではマルガリータ・サラス教授に学んだ。マドリード自治大学で遺伝学と分子生物学の講師となり、スペイン科学研究高等評議会(CSIC)のセベロ・オチョア分子生物学センターから博士号(PhD)を授与された。その後はナバーラ大学のIESEでMBA（経営学修士）を取得した。

### 実業家時代
2000年にはバイオテクノロジー企業のヘネトリクスを設立し、2008年には健康産業とバイオテクノロジーに特化したベンチャーキャピタル企業のYSIOSを設立した。インビオメッド財団の理事長、スペイン生物学会の会長、スペイン雇用者団体連合会(CEOE)の理事も務めている。

### 科学・イノベーション大臣
2008年4月11日、スペイン社会労働党(PSOE)のホセ・ルイス・ロドリゲス・サパテロ内閣で科学・イノベーション大臣に就任した。社会労働党は2011年スペイン議会総選挙で敗れたため、ガルメンディアは2011年12月21日に科学・イノベーション大臣を退任した。2012年にはYSIOSの経営陣に復帰した。